# Cancelleria federale (Germania)

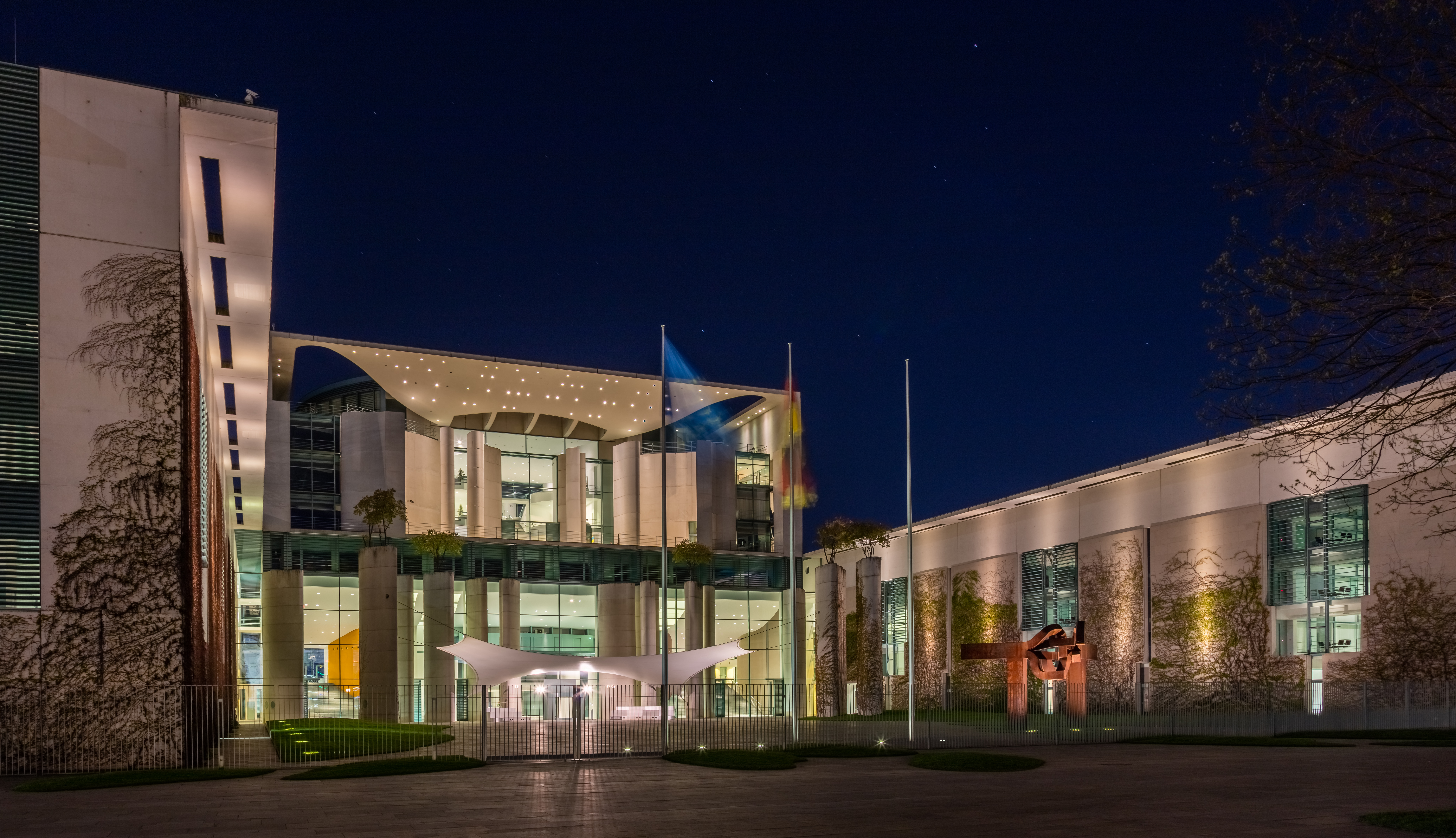
Bundeskanzleramt a Berlino, sede della Cancelleria dal 2001

La Cancelleria federale (in lingua tedesca Bundeskanzleramt) è un'agenzia governativa in cui ha sede il governo federale della Germania e il cancelliere, capo del governo tedesco. Il capo della Cancelleria (Capo del Bundeskanzleramt) ha il rango di segretario di Stato (Staatssekretär) o di ministro federale (Bundesminister). La funzione che vi si svolge è quella di assistere il Cancelliere nel coordinare le attività del governo federale. L'attuale capo della cancelleria è il ministro Thorsten Frei.
Bundeskanzleramt è anche il nome dell'edificio di Berlino che ospita gli uffici del cancelliere e del suo staff.

## Compiti e struttura
L'ufficio del cancelliere ha la responsabilità di ottenere le informazioni necessarie per il lavoro del cancelliere: ciò avviene principalmente attraverso lo stretto contatto con il ministero federale, che a sua volta dispone delle informazioni specifiche per ogni reparto. Dal momento che l'ufficio del cancelliere coordina i ministeri federali, per esempio, in grandi inchieste , corrisponde alla struttura interna della Cancelleria dei rispettivi ministeri (si parla anche di "unità specchio").
Come tutte le autorità è suddivisa in commissioni. Il lavoro amministrativo è così diviso in sei dipartimenti:
- Sezione 1: politica interna e legale (direttore: Michael Wettengel)
- Sezione 2: esteri, la sicurezza e la politica di sviluppo (direttore: Christoph Heusgen)
- Divisione 3: sociale, sanità, mercato del lavoro, le infrastrutture e la politica sociale (direttore: Giovanni Geismann)
- Divisione 4: politica economica e fiscale (Regia: Lars-Hendrik Röller)
- Divisione 5: politica europea (direttore: Nicholas Meyer-Landrut)
- Divisione 6: Federal Service News, coordinamento dei servizi di intelligence della Federazione.

## L'edificio

### Storia

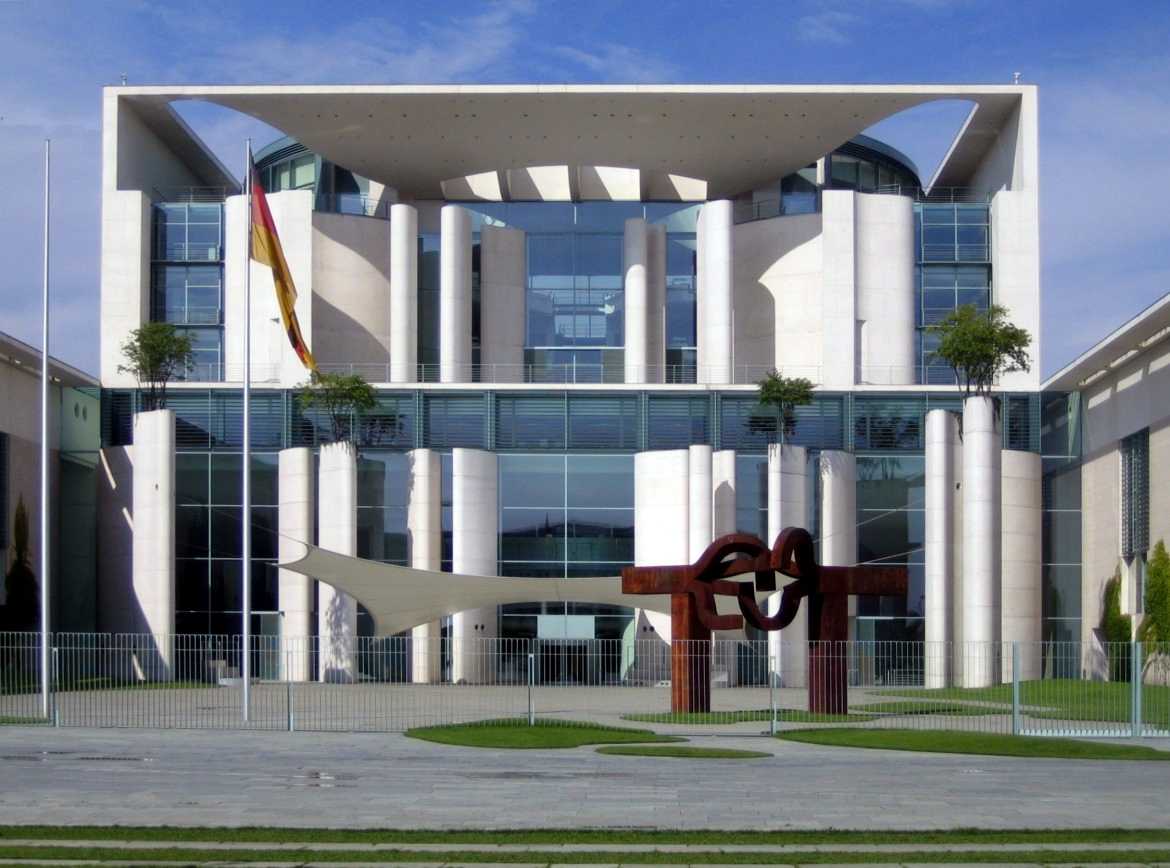
Bundeskanzleramt a Berlino

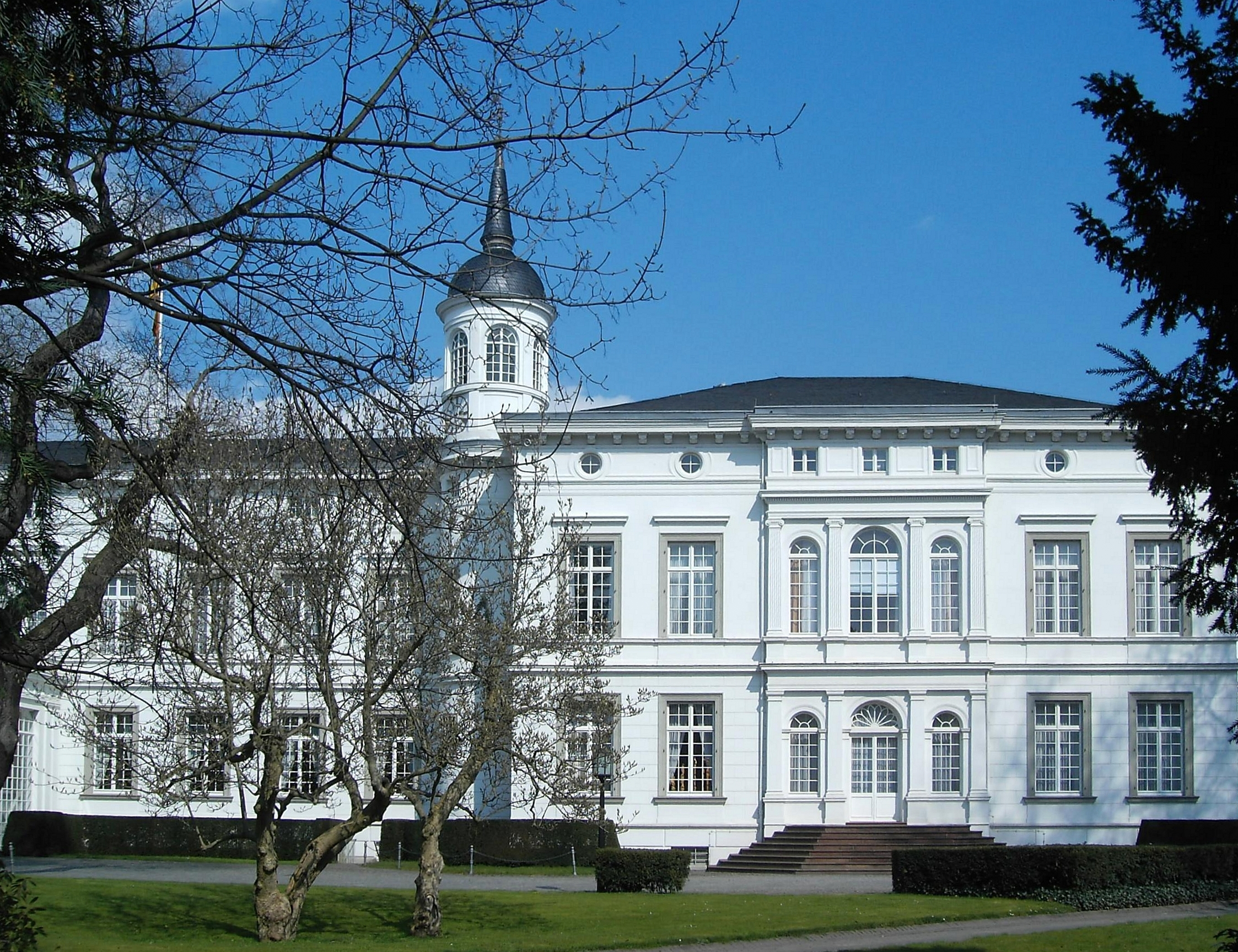
Palazzo Schaumburg, già sede della Cancelleria a Bonn

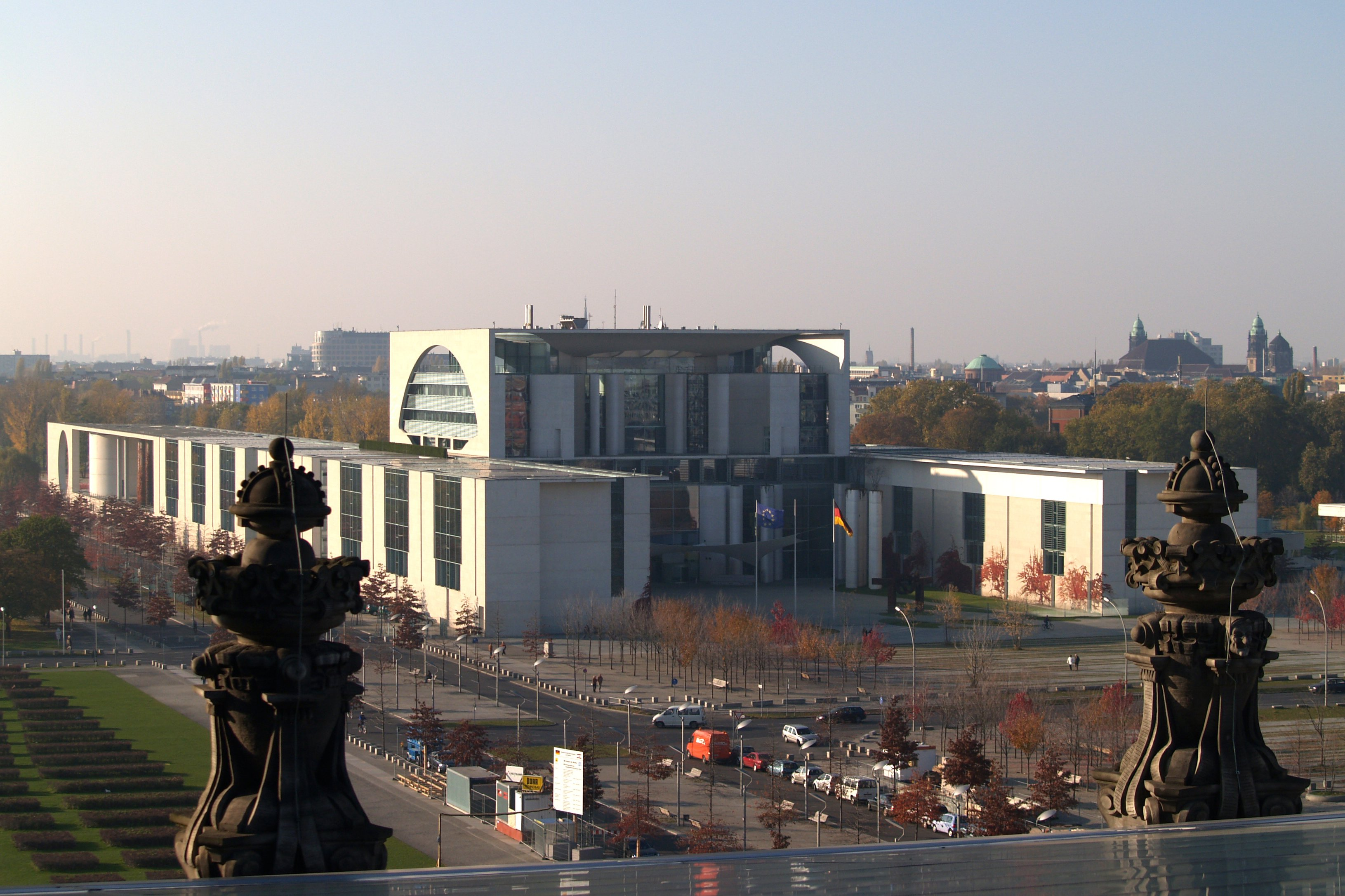
Bundeskanzleramt a Berlino, vista dal Palazzo del Reichstag

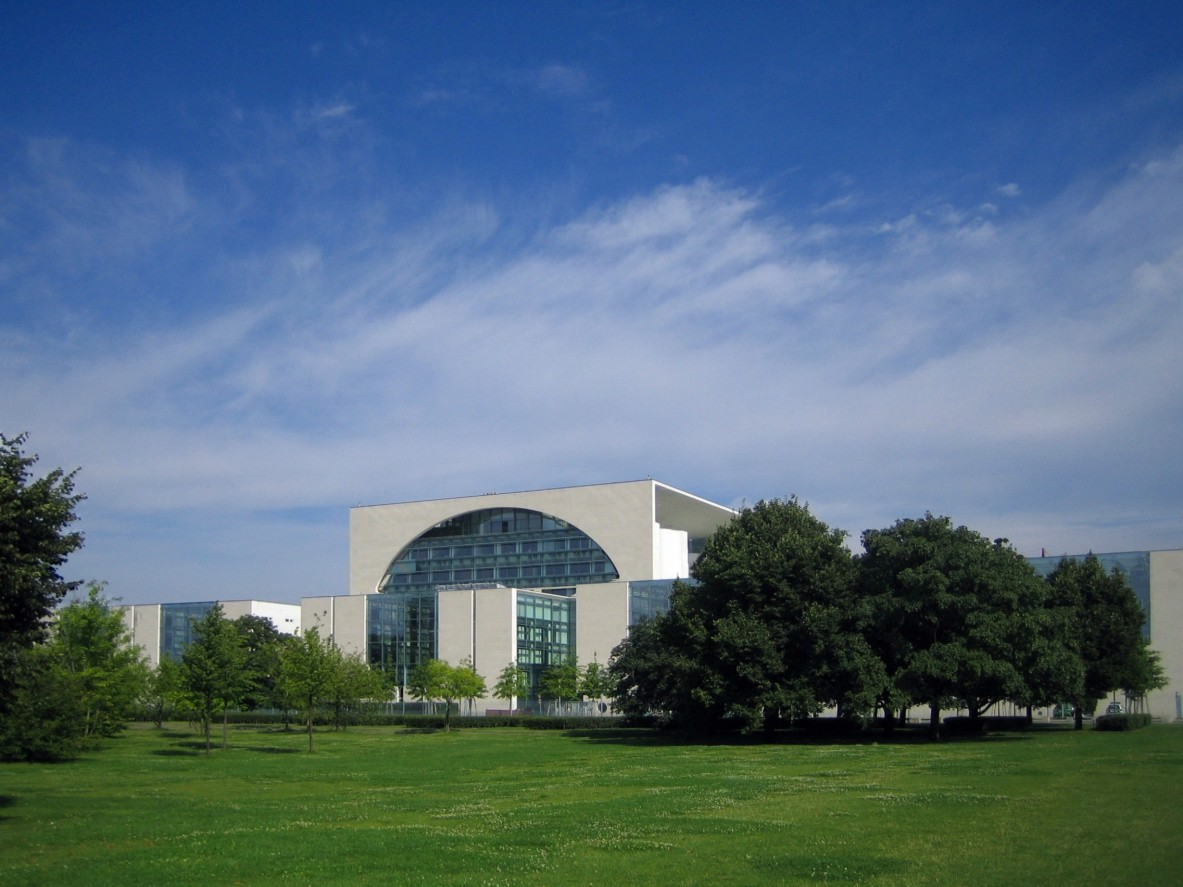
Bundeskanzleramt a Berlino

- Berlino 1871-1945. La cancelleria venne fondata nel 1871 come Reichskanzlei (Cancelleria imperiale) dell'Impero tedesco nella sede di Palazzo Radziwiłł (noto anche come Reichskanzlerpalais), fatto costruire dal principe Antoni Radziwiłł su Wilhelmstraße, 77 a Berlino. Nel 1938–39, venne costruita la Neue Reichskanzlei (nuova cancelleria imperiale), su progetto di Albert Speer. Il suo ingresso principale era su Voßstraße, 6 e l'edificio occupava l'intero lato nord della strada. Essa venne danneggiata durante la seconda guerra mondiale e poi demolita dalle forze di occupazione sovietiche.
- Bonn 1949-1999. Dopo la fine della seconda guerra mondiale, Bonn divenne la sede del governo federale della Germania Ovest e la Cancelleria (oggi nota come Bundeskanzleramt — sede del cancelliere) venne creata nel Palazzo Schaumburg fino al 1976 quando fu pronta una nuova sede. La Bundeskanzleramt di Bonn era una struttura nera edificata nello stile internazionale, un esempio di modernismo. Un altro edificio, il Kanzlerbungalow fu la residenza privata del Cancelliere e della sua famiglia nel periodo 1964-1999.
- Berlino 1999-2001. Nell'estate del 1999, quando parte del governo federale venne trasferita a Berlino, la Cancelleria venne temporaneamente ospitata presso l'edificio in cui aveva avuto sede il Consiglio di Stato della Germania Est (Staatsratsgebäude) fino a quando non venne completato l'edificio della nuova Cancelleria.

### La Nuova Cancelleria
L'attuale edificio della Cancelleria (aperto nella primavera del 2001) venne progettato da Charlotte Frank e Axel Schultes e costruito dal Royal BAM Group sussidiaria di Wayss & Freytag e dalla spagnola Acciona. Realizzato in cemento armato e vetro è un edificio postmoderno, anche se sono presenti alcuni elementi di modernismo. L'edificio ha una superficie di 12.000 m² ed è una delle sedi di governo più grandi al mondo. Ad esempio, esso è otto volte più grande della Casa Bianca. All'ultimo piano dell'edificio si trova un appartamento, semi-ufficiale, per il cancelliere. Questo venne occupato soltanto da Gerhard Schröder. La cancelliera Angela Merkel risiede nel suo appartamento privato a Berlino.
A seguito della sua distintiva ma controversa architettura, giornalisti, guide turistiche e parte dei berlinesi lo chiamano Kohllosseum, come miscuglio di colosseo e l'ex cancelliere Helmut Kohl, durante il cui cancellierato il palazzo fu costruito. È anche soprannominato Bundeswaschmaschine (lavabiancheria o lavatrice federale) per via della grande finestra ad oblò inserita nella sua forma cubica. Un altro soprannome attribuitogli, probabilmente per la sua grandezza, è Elefantenklo (gabinetto dell'elefante).  

## Capo della Cancelleria
Il capo (direttore) della Cancelleria assiste alle riunioni del Gabinetto. Può anche essere membro del Governo: in questo caso gli viene assegnata la funzione di ministro senza portafoglio (Minister für besondere Aufgaben). Egli è spesso chiamato "Kanzleramtsminister" (ministro della Cancelleria).